# Tales of Tomorrow
Tales of Tomorrow est une série télévisée américaine en 85 épisodes de 30 minutes et diffusée entre le 3 août 1951 au 12 juin 1953 sur le réseau ABC.
Cette série est inédite dans tous les pays francophones.

## Synopsis
Anthologie d'histoires courtes mêlant le bizarre et le surnaturel à la science-fiction en passant par le fantastique.

## Réalisateurs célèbres
- Don Medford
- Charles S. Dubin
- Franklin J. Schaffner

## Distribution

### Acteurs célèbres invités
- Lon McCallister
- Bert Lytell
- Cloris Leachman
- Joseph Walsh
- Sidney Blackmer
- Thomas Mitchell
- Lee J. Cobb
- Zachary Scott
- Eva Gabor
- Bruce Cabot
- Nancy Coleman
- Lon Chaney Jr.
- Brian Keith
- Leslie Nielsen
- Bethel Leslie
- Phyllis Kirk
- Boris Karloff
- Una O'Connor
- Nina Foch
- Robert Webber
- Franchot Tone
- Veronica Lake
- Walter Brooke
- Sylvia Sidney
- James Doohan
- Lex Barker
- Victor Jory
- Chester Morris
- Jack Warden
- Lola Albright
- Darren McGavin
- Paul Newman
- Henry Jones
- Robert Middleton
- Constance Towers
- Jackie Cooper
- Robert Alda
- Stephen Elliott
- Rod Steiger
- Joanne Woodward
- Raymond Burr
- Richard Kiley
- Burgess Meredith
- Glenda Farrell
- Lilia Skala
- Raymond Bailey
- Joseph Wiseman
- Mercedes McCambridge
- Everett Sloane
- Robert F. Simon
- James Dean

## Auteurs adaptés et scénaristes célèbres
- Theodore Sturgeon
- Mann Rubin
- Mel Goldberg
- Max Ehrlich
- Nelson S. Bond
- Fredric Brown
- Henry Kuttner
- John D. MacDonald
- Jules Verne
- Raymond F. Jones
- Philip Wylie
- Robert Sheckley
- C. L. Moore
- H. G. Wells
- Julian May
- Mary Shelley
- Fitz James O'Brien
- Theodore R. Cogswell
- Cyril M. Kornbluth
- Alec Coppel
- Arthur C. Clarke
- Stanley G. Weinbaum
- S.A. Lombino
- John W. Campbell
- Raymond Z. Gallun
- David Karp
- H. C. Bailey
- Oscar Wilde
- Ray Bradbury
- A. E. van Vogt
- Walter de la Mare

## Épisodes

### Saison 1 (1951-1952)
1. Le Verdict de l'espace (Verdict from Space)
2. L'Erreur (Blunder)
3. Un enfant pleure (A Child is crying)
4. La Femme au bout de la terre (The Woman at Land's End)
5. Le Dernier Homme sur Terre (The Last Man on Earth)
6. Garçon de courses (Errand Boy)
7. Les Monstres (The Monsters)
8. L'Ange noir (The Dark Angel)
9. L'Œuf de cristal (The Crystal Egg)
10. Vol d'essai (Test Flight)
11. À la recherche de la soucoupe volante (The Search for the Flying Saucer)
12. Ennemi inconnu (Enemy Unknown)
13. Attaque furtive (Sneak Attack)
14. L'Envahisseur (Invader)
15. Le Cylindre mystérieux (The Dune Roller)
16. Frankenstein (Frankenstein)
17. 20 000 lieues sous les mers : La Chasse (20 000 Leagues Under the Sea : The Chase)
18. 20 000 lieues sous les mers : L'Evasion (20 000 Leagues Under the Sea : The Escape)
19. Votre besoin (What you Need)
20. L'Âge du péril (Age of Peril)
21. Mémento (Memento)
22. Section d'enfants (The Children's Room)
23. Liés ensemble (Bound Together)
24. La Lentille de diamant (The Diamond Lens)
25. La Femme du pêcheur (The Fisherman's Wife)
26. Vol en retard (Flight Overdue)
27. Et un petit enfant (And a Little Child)
28. Plus jamais de sommeil (Sleep No More)
29. C'est l'heure (Time to Go)
30. L'Épidémie de l'espace (Plague from Space)
31. Poussière rouge (Red Dust)
32. Le Lingot d'or (The Golden Ingot)
33. La Planète noire (Black Planet)
34. Un monde d'eau (World of Water)
35. La Sacoche noire (The Little Black Bag)
36. L'Exilé (The Exile)
37. Tout le temps du monde (All The Time in the World)
38. Le Sérum miraculeux (The Miraculous Serum)
39. Rendez-vous sur Mars (Appointment on Mars)
40. Les Doubles (The Duplicates)
41. En avance sur son temps (Ahead of His Time)
42. Ténèbres soudaines (Sudden Darkness)
43. La Glace de l'espace (Ice from Space)

### Saison 2 (1952-1953)
1. Un oiseau dans la main (A Bird in Hand)
2. Merci (Thanks)
3. L'Œil du chirurgien (The Seeing Eye Surgeon)
4. Le Cocon (The Cocoon)
5. La Chasse (The Chase)
6. Jeunesse performante (Youth on Tap)
7. Substance X (Substance X)
8. La Corne (The Horn)
9. Problème décuplé (Double Trouble)
10. Longue Vie (Many Happy Returns)
11. La Tombe du Roi Tarus (The Tomb of King Tarus)
12. La Fenêtre (The Window)
13. La Caméra (The Camera)
14. La Dame silencieuse (The Quiet Lady)
15. L'Air revigorant (The Invigorating Air)
16. Le Géant de glace (The Glacier Giant)
17. La Fleur fatale (The Fatal Flower)
18. La Machine (The Machine)
19. Le Jardin d'Eden (The Bitter Storm)
20. Le Masque de Méduse (The Mask of Medusa)
21. L'Île du conquérant (Conqueror's Isle)
22. Cœur de pionnier (Discovered Heart)
23. Le Portrait de Dorian Gray (The Picture of Dorian Gray)
24. Deux Visages (Two Faced)
25. La Boîte de construction (The Build Box)
26. Une autre chance (Another Chance)
27. Le Grand Silence (The Great Silence)
28. Village abandonné (Lonesome Village)
29. La Fureur du Cocon (The Fury of the Cocoon)
30. Le Magicien (The Squeeze Play)
31. À l'image de l'homme (Read to Me Herr Doktor)
32. Demain à la Une (Ghost Writer)
33. Retour vers le passé (Past Tense)
34. Retour à la maison (Homecoming)
35. Les Rivaux (The Rivals)
36. Sérum de mort (Please Omit Flowers)
37. Le Mal intérieur (The Evil Within)
38. La Chambre forte (The Vault)
39. Encre (Ink)
40. La Toile d'araignée (The Spider's Web)
41. Résurrection (Lazarus Walks)
42. Ce que deviennent les rêves (What Dreams May Come)

## Production
Préfigurant ce que sera quelques années plus tard les anthologies du fantastique comme Inner Sanctum, Panic !, One Step Beyond, La Quatrième Dimension ou bien Thriller, Tales of Tomorrow privilégie les histoires fantastiques contenant des twists finaux surprenant le public. La série était tournée en direct, nécessitant un minimum de décors.

## DVD
- France :

L'éditeur Bach Films a sorti le 11 mai 2015 un coffret intitulé Tales of Tomorrow de 4 DVD Best of regroupant 23 épisodes de la série en Anglais 1.0 et 2.0 mono sous-titrée en Français avec en supplément un entretien avec Stephane Bourgoin.
Les épisodes présents sont les suivants :
- DVD 1 : Le Verdict de l'espace ; L'erreur ; L'ange noir ; L'œuf de cristal
- DVD 2 : Attaque furtive ; L'envahisseur ; Frankenstein ; Section d'enfants ; Vol en retard ; C'est l'heure
- DVD 3 : L'épidémie de l'espace ; Poussière rouge ; La sacoche noire ; Le sérum miraculeux ; Les Doubles ; En avance sur son temps
- DVD 4 : La glace de l'espace ; Longue Vie ; Une autre chance ; Le Grand Silence ; Retour vers le passé ; Le Mal intérieur ; La toile d'araignée

- États-Unis :
  - L'éditeur américain Mill Creek Entertainment a sorti le 27 janvier 2009 six épisodes de la série dans le coffret Classic SciFi Tv 150 episodes en anglais 2.0 mono sans sous-titres[2].

Les épisodes présents sont les suivants :
- DVD 11 : Vol d'essai ; Le Verdict de l'espace ; Votre besoin ; L'âge du péril ; L'erreur ; Attaque furtive.
- États-Unis : 
  - L'éditeur américain Image Entertainment a sorti le 7 septembre 2004 un coffret 2 DVD contenant treize épisodes intitulé Tales of Tomorrow Collection One en anglais 2.0 mono sans sous-titres[3]. Il a ensuite sorti le 1er novembre 2005 un second coffret de 2 DVD contenant treize nouveaux épisodes intitulé Tales of Tomorrow Collection Two avec les mêmes spécificités techniques[4]. Un troisième coffret de 2 DVD contenant quatorze épisodes est sorti le 20 novembre 2007. Intitulé Tales of Tomorrow Collection Three avec les mêmes caractéristiques que les deux précédents[5].

- Coffret 1 : Le Verdict de l'espace ; L'erreur ; Vol d'essai ; Attaque furtive ; Frankenstein ; Votre besoin , L'âge du péril ; Vol en retard ; Un monde d'eau ; La sacoche noire ; Tout le temps du monde ; Le sérum miraculeux ; La glace de l'espace.
- Coffret 2 : L'Ange noir ; L'Œuf de cristal ; A la recherche de la soucoupe volante ; L'envahisseur ; Le cylindre mystérieux ; Section d'enfants ; C'est l'heure ; L'épidémie de l'espace ; Poussière rouge ; Le lingot d'or ; Rendez-vous sur Mars ; Les Doubles ; En avance sur son temps.
- Coffret 3 : L'Œil du chirurgien ; Jeunesse performante ; La Corne ; Longue Vie ; La Fenêtre ; La Fleur fatale ; Le Jardin d'Eden ; Une autre chance ; Le Grand Silence ; La Fureur du Cocon ; À l'image de l'homme ; Demain à la Une ; Retour vers le passé ; Le Mal intérieur.